# Federação Ucraniana de Voleibol
A Federação Ucraniana de Voleibol  (em ucraniana: Федерація Волейболу України, FVU) é  uma organização fundada em 1991 que governa a pratica de voleibol na Ucrânia, sendo membro da Federação Internacional de Voleibol e da Confederação Européia de Voleibol, a entidade é responsável por  organizar  os campeonatos nacionais de  voleibol masculino e feminino no país.